# Expertiză de artă
Expertiză de artă este un film românesc din 1980 regizat de Adrian Petringenaru.